# Hieróglifo do helicóptero

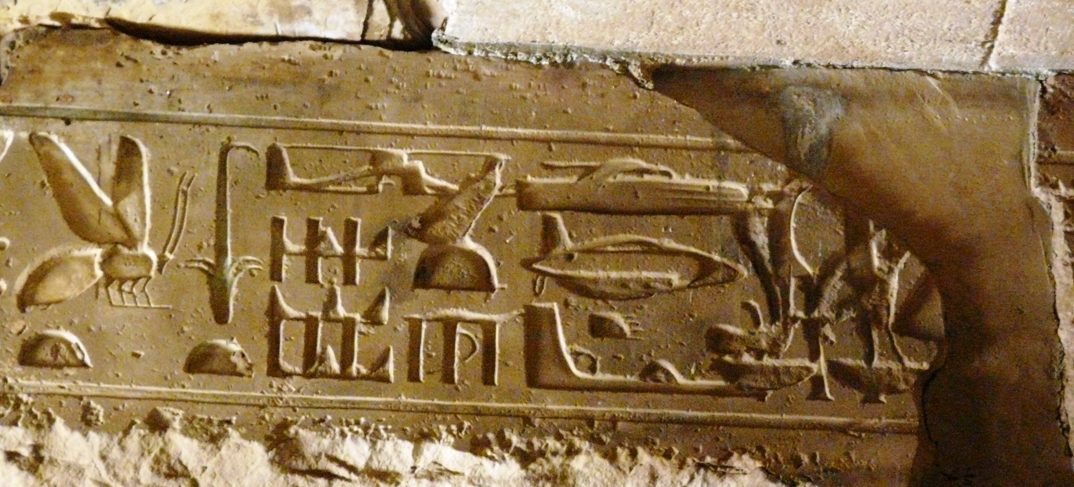
Imagem do hieróglifo no templo de Seti I.

Hieróglifo do helicóptero refere-se a um hieróglifo egípcio esculpido no templo de Seti I, em Abidos.
A imagem do "helicóptero" é o resultado da reutilização da pedra esculpida ao longo do tempo. A escultura inicial foi feita durante o reinado de Seti I e se traduz como "Aquele que repele os nove [inimigos do Egito]". Esta escultura foi posteriormente preenchida com gesso e re-esculpida durante o reinado de Ramessés II com o título "Aquele que protege o Egito e derruba os países estrangeiros". Com o passar do tempo, o gesso foi erodido, o que deixou ambas as inscrições parcialmente visíveis e criando um efeito de sobreposição de hieróglifos.
Em círculos de hipóteses de paleocontato, os hieróglifos têm sido interpretados como um artefato fora de lugar, que representaria um helicóptero, bem como outros exemplos de tecnologia moderna na Antiguidade.